# San Marino (California)
San Marino è una città della contea di Los Angeles, California, Stati Uniti, incorporata il 12 aprile 1913. La città si trova sulle San Rafael Hills. La popolazione era di 13 147 abitanti al censimento del 2010.
Nel 2014, la rivista Forbes ha classificato la città come la 48ª area più cara degli Stati Uniti. Nel 2014, LA Weekly ha classificato la città come la terza area più costosa in cui vivere nella contea di Los Angeles, superando Beverly Hills (7º), Malibù (5º) e altre. Non ci sono case con un prezzo inferiore a un milione di dollari statunitensi, con il prezzo di listino medio di una casa unifamiliare a 3 000 000 US$.
Nel 2017, Bloomberg ha classificato la città al 78º posto con il «reddito familiare medio» del 2015 di 207 276 US$ nella lista dei «100 posti più ricchi d'America». In California, la città si è classificata al 18º posto, e nella contea di Los Angeles, al 5º posto, in cima a Beverly Hills.

## Geografia fisica
Secondo lo United States Census Bureau, la città ha un'area totale di 9,76 km².

## Origini del nome
La città prende il nome dall'antica Repubblica di San Marino, fondata da san Marino che fuggì dalla sua casa in Dalmazia (Croazia moderna) al tempo della persecuzione dei cristiani sotto Diocleziano. Marino si rifugiò sul monte Titano, sulla penisola italiana, dove costruì una cappella e fondò una comunità monastica nel 301 d.C. Lo stato che crebbe dal monastero è la più antica repubblica sopravvissuta del mondo.
Lo stemma della città di San Marino è modellato su quello della Repubblica, raffigurante le Torri di San Marino ricoperte ciascuna da una penna di bronzo, circondato da una pergamena a forma di cuore con due tondi e una losanga (di significato sconosciuto) in cima. La corona che rappresenta la monarchia sull'originale è stata sostituita con cinque stelle rappresentanti i cinque membri del corpo direttivo della città. Sotto il sigillo della città sono incrociate fronde di palma e rami d'arancia.
La città ha celebrato il suo centenario nel 2013, inclusa la pubblicazione di un libro di 268 pagine da parte della San Marino Historical Society, San Marino, A Centennial History, di Elizabeth Pomeroy. Nel settembre 2014, questo libro e l'autrice Elizabeth Pomeroy hanno ricevuto un prestigioso Award of Merit for Leadership in History dall'American Association for State and Local History (AASLH).

## Storia
Il sito di San Marino era originariamente occupato da un villaggio di indiani Tongva (Gabrieleño) situato all'incirca dove oggi si trova la Huntington School. L'area faceva parte delle terre della Missione di San Gabriel. (L'Old Mill era il mulino della Missione.) Le principali porzioni di San Marino furono incluse in una concessione di terra messicana del 1838 di 128 acri a Victoria Bartolmea Reid, un'indiana Gabrieleña. (Dopo il suo primo marito, anche lui un Gabrieleño, morto nel 1836 di vaiolo, si risposò con lo scozzese Hugo Reid nel 1837). Chiamò la proprietà Rancho Huerta de Cuati. Dopo la morte di Hugo Reid nel 1852, Señora Reid vendette il suo rancho nel 1854 a Don Benito Wilson, il primo proprietario angloamericano del Rancho San Pascual. Nel 1873, Don Benito trasmise a suo genero, James DeBarth Shorb, 2 km², incluso il Rancho Huerta de Cuati, che Shorb chiamò «San Marino» dalla piantagione del nonno nel Maryland, che, a sua volta, prende il nome dalla Repubblica di San Marino che si trova sulla penisola italiana in Europa.
Nel 1903, il rancho di Shorb fu acquistato da Henry E. Huntington (1850 – 1927), che costruì una grande villa sulla proprietà. Il sito del rancho di Shorb/Huntington è occupato oggi dalla Huntington Library, che ospita una collezione d'arte di fama mondiale, una biblioteca di ricerca e libri rari e giardini botanici. Nel 1913 i tre ranch primari di Wilson, Patton e Huntington, insieme alle aree suddivise da quelli e piccoli ranchos, come i ranchos Stoneman, White e Rose, furono incorporati come città di San Marino.
Il primo sindaco della città di San Marino fu George Smith Patton (1856 – 1927). Figlio di un colonnello degli Stati Confederati d'America nella guerra civile americana (anche chiamato George Smith Patton, 1833 – 1864), Patton si è laureato presso il Virginia Military Institute nel 1877, poco prima di trasferirsi a ovest. Sposò Ruth Wilson, la figlia di Don Benito Wilson. Il loro figlio era il generale della seconda guerra mondiale, George S. Patton Junior.
Per una generazione precedente di californiani del sud, San Marino era nota per la sua ricchezza di denaro vecchio e come bastione della nobiltà di WASP della regione. Alla metà del secolo, altri gruppi etnici europei erano diventati la maggioranza; negli ultimi decenni, gli immigrati di origine cinese e taiwanese sono arrivati a rappresentare oltre il 60% della popolazione, forse a causa della sua posizione nella valle di San Gabriel, nota per essere una destinazione popolare per gli immigrati dell'Asia orientale.

## Società

### Evoluzione demografica
Secondo il censimento del 2010, la popolazione era di 13 147 abitanti.

### Etnie e minoranze straniere
Secondo il censimento del 2010, la composizione etnica della città era formata dal 41,3% di bianchi, lo 0,4% di afroamericani, lo 0,0% di nativi americani, il 53,5% di asiatici, lo 0,0% di oceanici, l'1,5% di altre razze, e il 3,1% di due o più etnie. Ispanici o latinos di qualunque etnia erano il 6,5% della popolazione.